# Arcturus (band)

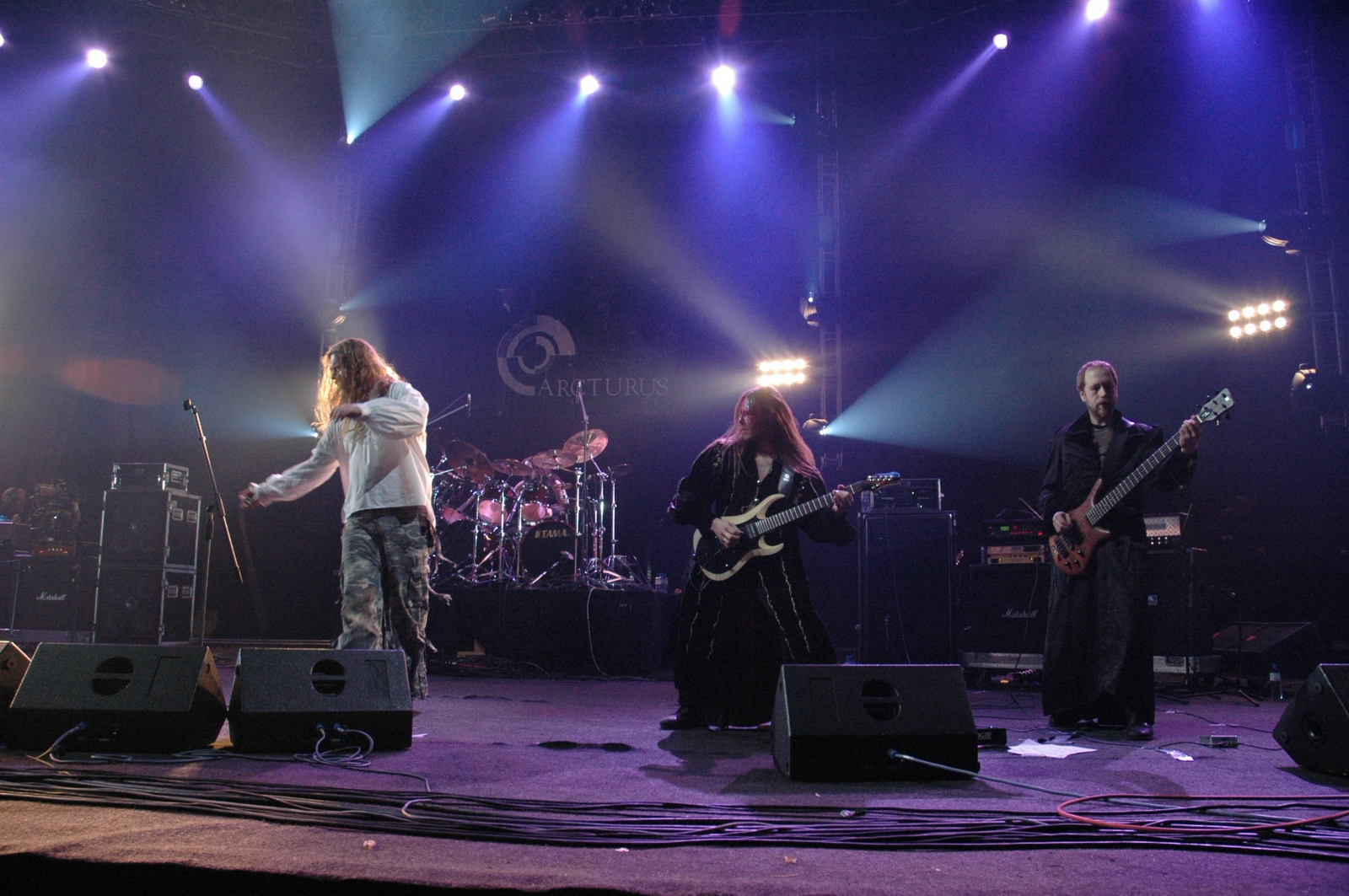
Arcturus tijdens Metalmania Festival 2005

Arcturus is een avant-gardemetalband opgericht in Noorwegen in 1987 onder de naam Mortem. In 1990 veranderde de naam naar Arcturus, de helderste ster in het sterrenbeeld Ossenhoeder. De band was in 2007 opgeheven, maar kwam later weer bij elkaar nadat ICS Vortex bij Dimmu Borgir weg was gegaan.
Arcturus begon als blackmetalband, maar evolueerde in de loop der jaren naar een avant-gardemetalband. 

## Laatste bezetting
- Simen Hestnæs - vocalist (sinds 2005)
- Knut Magne Valle - gitarist (sinds 1995)
- Tore Moren - gitarist (2003)
- Jan Axel Von blomberg - drummer (1986)
- Hugh Steven James Mingay - bassist (1995 - 2000 en sinds 2002)
- Steinar Sverd Johnsen - toetsenist (1986)

## Vroegere leden
- Øyvind Hægeland - vocalist (2003 - 2005)
- Kristoffer Rygg - vocalist (1993 - 2003)
- Simen Hestnæs - vocalist (1997)
- Thomas Haugen - gitarist (1993 - 1995)
- Carl August Tidemann - gitarist (1995 - 1996)
- Marius Vold - bassist, vocalist (1987 - 1991)
- Dag F. Gravem - bassist (2000 - 2002)

## Discografie
- 1987 - Slow Death (zelf uitgebrachte demo)
- 1987 - Slow Death (7" EP, Putrefaction)
- 1991 - My Angel (7" EP, Putrefaction)
- 1994 - Constellation (Nocturnal Art Productions)
- 1996 - Aspera Hiems Symfonia (Ancient Lore/Misanthropy)
- 1997 - La Masquerade Infernale (Misanthropy)
- 1999 - Disguised Masters (Jester Records)
- 2002 - The Sham Mirrors (Ad Astra Enterprises)
- 2005 - Sideshow Symphonies (Season Of Mist)
- 2015 - Arcturian (Prophecy Productions)